# The Animals (album USA)
The Animals è il primo album in studio pubblicato negli USA nel 1964  dal gruppo rock inglese The Animals. Lo stesso anno era stato pubblicato nel Regno Unito un album omonimo con una diversa selezione di brani.

## Tracce
Side 1
1. The House of the Rising Sun (tradizionale, arr. Alan Price) (Edited single version) – 2:59
2. The Girl Can't Help It (Bobby Troup) - 2:20
3. Blue Feeling (Jimmy Henshaw) - 2:28
4. Baby Let Me Take You Home (Wes Farrell, Bert Russell) - 2:18
5. The Right Time (Lew Herman) - 3:42
6. Talkin' 'Bout You (Ray Charles) (Edited short version) - 1:55

Side 2
1. Around and Around (Chuck Berry) - 2:44
2. I'm in Love Again (Dave Bartholomew, Fats Domino) - 2:59
3. Gonna Send You Back to Walker (Johnnie Mae Matthews) - 2:22
4. Memphis, Tennessee (Chuck Berry) - 3:04
5. I'm Mad Again (John Lee Hooker) - 4:15
6. I've Been Around (Fats Domino) - 1:35

## Formazione
- Eric Burdon – voce
- Alan Price – tastiere
- Hilton Valentine – chitarra
- Chas Chandler – basso
- John Steel – batteria